# Pempbiz
 (avril 2025).
Si vous disposez d'ouvrages ou d'articles de référence ou si vous connaissez des sites web de qualité traitant du thème abordé ici, merci de compléter l'article en donnant les références utiles à sa vérifiabilité et en les liant à la section « Notes et références ».
Pempbiz, anciennement Storlok, est un groupe de rock français bretonnant, originaire de Bretagne.
Il est formé en 1976 par les chanteurs Denez Abernot et Bernez Tangi. Storlok est le premier groupe de rock chantant uniquement en breton.
Tous ses membres ont fait d'importantes carrières dans le monde culturel breton.

## Histoire

### Formation
Formé dans le pays de Léon de la rencontre de Bernez Tangi et de Denez Abernot, le groupe s'appelle à ses débuts Storlok (« vacarme » en breton). Il est composé de neuf jeunes musiciens et est le premier, après Alan Stivell, à marier rock et breton. Les paroles s'inscrivent dans la société actuelle en conservant le sens des valeurs militantes. Leur premier album, Stok ha Stok, sort en 1979.

### Refonte
En 2011, Bernez Tangi, Philippe « Abalip » Abalain, Gildas Beauvir, Bertrand Floc’h et Yvon Gouez reforment le groupe sous le nom de Pempbiz. Cette même année, ils sortent un disque pour enfant (Pempbiz), suivi d'un nouvel album en 2015 (Karantez, marv ha faltazi), un troisième en 2020 (Taol biz troad).

## Influences
Denez Prigent a écouté le groupe et s'est inspiré des gwerzioù, écrites par les deux chanteurs, qui parlent de faits divers. Il chante sur son premier album Plac'h Landelo écrite par Bernez Tangi et Gwerz ar vezhinerien (« Gwerz des goémoniers ») écrite par Denez Abernot, qu'il interprète régulièrement sur scène, notamment a cappella au Stade de France en 2003. La chanson Botoù-koad dre-dan donne son nom à un film-documentaire de 52 minutes de Soazig Daniellou (elle est insérée au début et Kastell Rock en générique de fin). Produit par France 3 Bretagne en 2017, il raconte l'histoire des jeunes léonards des années 1970 à l'origine de la troupe de théâtre Ar vro bagan.
Nolwenn Korbell a pour principale influence bretonne Storlok.

## Membres
- Denez Abernot — chant
- Bernez Tangi — chant
- Yvon Gouez — chant, guitare (enregistre des artistes dans son Studio Streat ar Skol (dont Pempbiz))
- Bob Simon — chant (comédien dans la troupe Ar Vro Bagan)
- Mona Jaouen — chant (interprète renommée)
- Gildas Beauvir — guitare électrique (se consacre au tango au sein du groupe Gorrion)
- Philippe « Abalip » Abalain — batterie, flûte (« Fulupik », duo avec Clarisse Lavanant)
- Bertrand Floc’h — guitare, basse (compagnon de route des artistes qui ont composé Nevenoe)
- Christian Desbordes — violon, piano (dirige l'Ensemble choral du Bout du Monde)
- Moris Ivin — orgue

## Discographie

### Albums studio
- 2011 : Pempbiz
- 2015 : Karantez, marv ha faltazi
- 2020 : Taol biz troad

### Compilations
- 1996 : St. Patrick Spirit
- 2008 : Rock e Breizh (Coop Breizh)
- 2010 : ROK #1 (1964/1989 : 50 ans de musique électrifiée en Bretagne)
- 2017 : Thesaurus Vol.2 (rock / punk en France 1977/1979)
- 2018 : Kronstadt / Litovsk - UK Tour Tape 2018
- 2019 : Rock e Breizh vol.2 (Pempbiz)

### Vidéographie
- Bernez Tangi, plijadur an ijin (le Plaisir de l'imaginaire), film-documentaire de Mikael Baudu, 2020, France télévisions, 26 min voir en ligne